# سدیم برمید
سدیم برمید (به انگلیسی: Sodium bromide) با فرمول شیمیایی NaBr یک ترکیب شیمیایی با شناسه پاب‌کم ۲۵۳۸۸۱ است. که جرم مولی آن 102.894 g/mol می‌باشد. شکل ظاهری این ترکیب، پودر سفید است.